# بلنوسية
البُلْنُوسية (الاسم العلمي: Blanidae) هي فصيلة من الزواحف تتبع رتبة الحرشفيات من طائفة العظايا الحرشفية.

## أجناس
- البُلْنُوس